# Recept na Coca-Colu

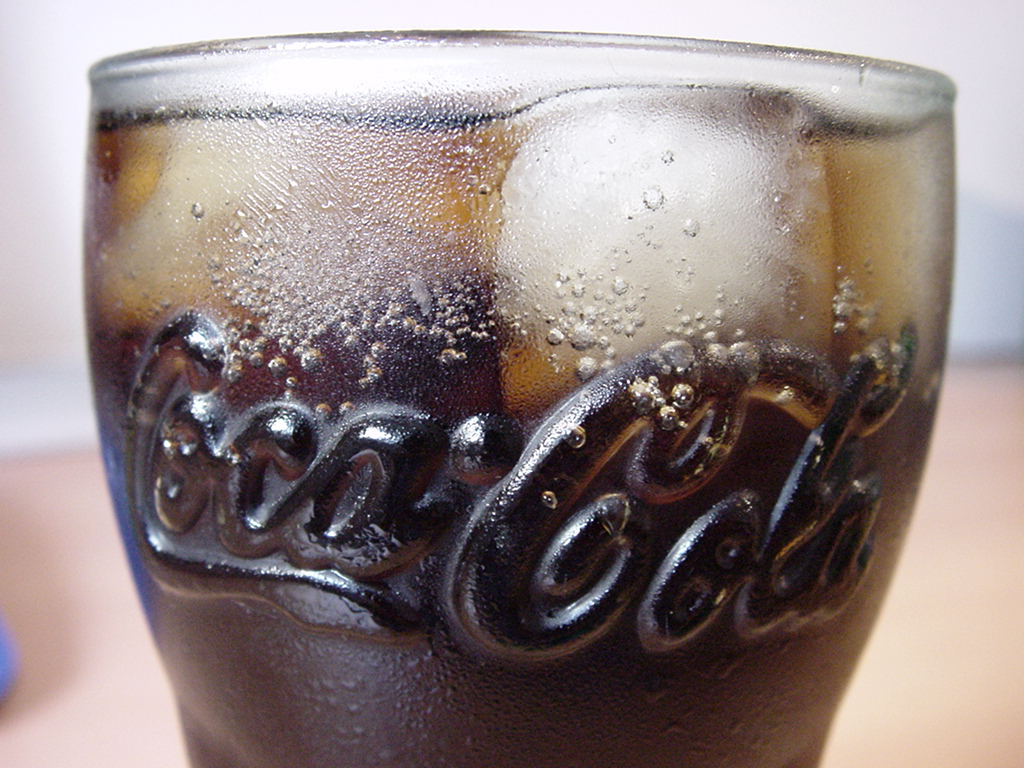
Coca-Cola ve sklenici

Recept na Coca-Colu je přísně střežená receptura na výrobu sirupu, který po smísení se sycenou vodou vytváří nápoj Coca-Cola. Utajení receptu inicioval zakladatel společnosti Asa Candler a následně využil závoj tajemství, který tento recept obklopuje, jako strategii pro propagaci, marketing a ochranu duševního vlastnictví. Přestože bylo zveřejněno několik receptů, z nichž každý se vydává za autentickou recepturu, společnost Coca-Cola nadále tvrdí, že skutečná receptura zůstává tajemstvím, které zná pouze několik jejích zaměstnanců.

## Historie

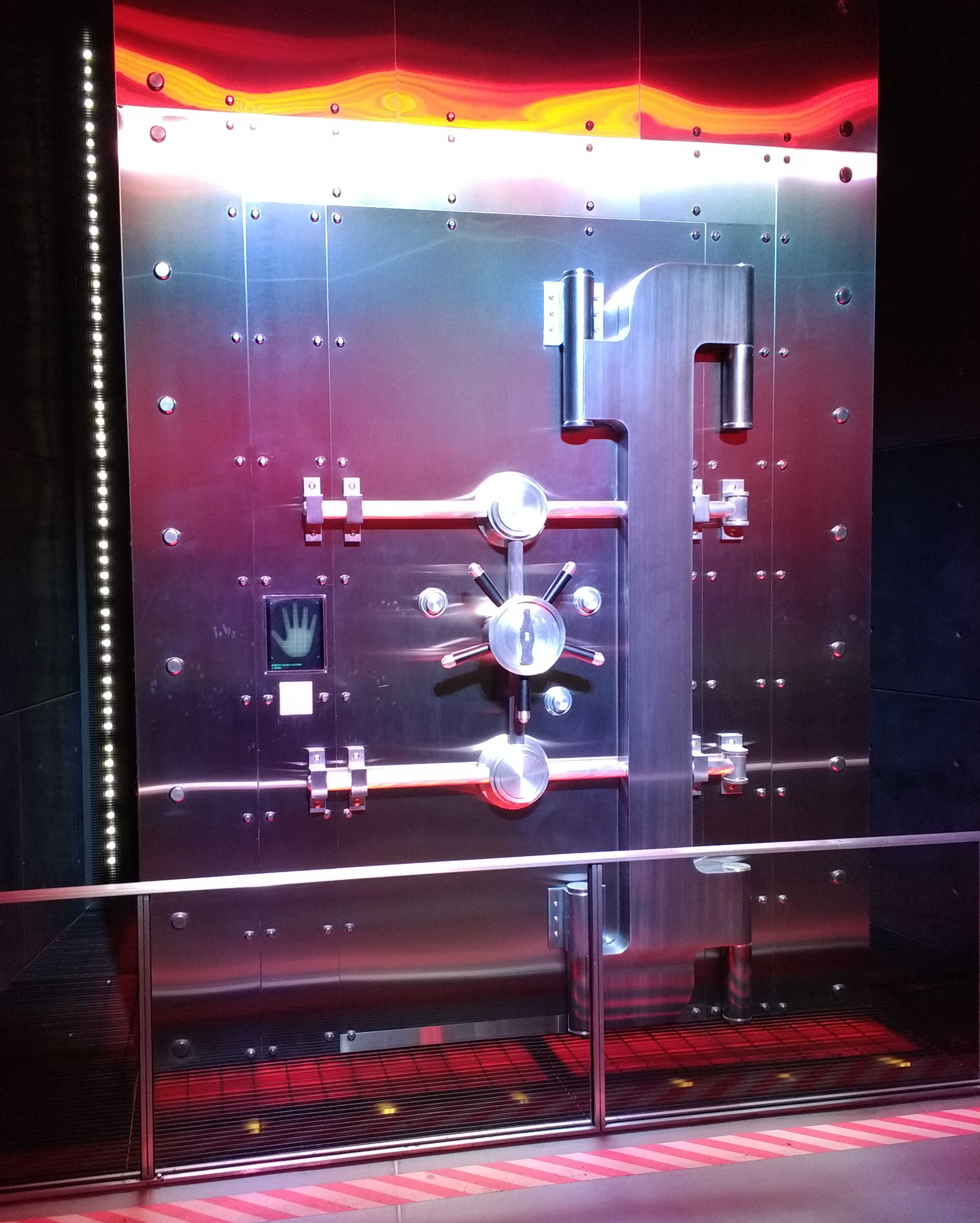
Trezor s receptem v Atlantě, 2017

Recept vymyslel lékárník John Pemberton roku 1886 a rok později jej od něj odkoupil podnikatel Asa Candler, který začal nápoj vyrábět ve velkém. Již od těchto dob je recept přísně střežen a smí jej znát je dva vybraní pracovníci. Originál je ukrytý v trezoru společnosti v Atlantě v Georgii, který se nachází v muzeu World of Coca Cola. Pro veřejnost bylo otevřeno 24. května 2007, dříve se recept nacházel v sejfu banky SunTrust, a to od roku 1925.
V únoru 2011 americký server Thisamericanlife.org tvrdil, že odhalil tajnou recepturu na výrobu Coca-Coly, kterou údajně nalezl na fotografii otevřené knihy v listu Atlanta Journal-Constitution z února 1979, kde je údajně kopie původního Pembertonova návodu. Podle tohoto návodu měl nápoj obsahovat tyto ingredience (množství přepočteno z uncí):
- Extrakt z koky 6 g (nepoužívá se od roku 1906)
- Kyselina citronová 84 g
- Kofein 28 g
- Cukr (v originále nebyly označeny měrné jednotky, pouze číslice 30, pokud by šlo o unce jako u ostatních ingrediencí, bylo by to asi 840 g)
- Voda 9,36 l
- Limetková šťáva 0,946 l
- Vanilka 28 g
- Karamel 42 g nebo více kvůli barvě
- 7X (56 g do 18,7 l sirupu):

Tajná ingredience s názvem 7X
- Alkohol 224 g
- Pomerančový olej 20 kapek
- Citronový olej 30 kapek
- Muškátový oříšek 10 kapek
- Koriandr 5 kapek
- Neroli (silice z květů hořkého pomerančovníku) 10 kapek
- Skořice 10 kapek